# それでも僕らはヤってない
『それでも僕らはヤってない』（それでもぼくらはヤってない）は、村山渉による日本の漫画。『週刊漫画TIMES』（芳文社）にて、2014年12月5日号から2018年8月3日号まで連載。

## 登場人物
時田 晃介（ときた しょうすけ）
本作の主人公。大手ハウスメーカー「カドヤホーム」の営業マン。29歳。容姿・年収いずれも悪くないのだが、童貞であることに強いコンプレックスを感じている。
藤野 陶子（ふじの とうこ）
本作のヒロイン。バツイチ。29歳。時田とは高校時代の同級生。
芹沢 亜矢奈（せりざわ あやな）
本作のもう1人のヒロイン。キャバクラで働いている女子大生。29歳。芳文大学建築学科に在籍にしているが、学費を納めていないため休学中。
小林 雅臣（こばやし まさおみ）
時田の上司。妻と死別しているシングルファーザー。
佐伯 隆弘（さえき たかひろ）
陶子の元夫。民自党所属の政治家・芳文太郎の秘書。
東雲 蓮介（しののめ れんすけ）
大手メーカー「東雲不動産」の御曹司。フリーのカメラマン。32歳。
小林 理沙（こばやし りさ）
小林の一人娘。16歳の高校生。

## 書誌情報
- 村山渉『それでも僕らはヤってない』芳文社〈芳文社コミックス〉、全11巻
  1. 2015年7月16日発売、ISBN 978-4-8322-3462-8
  2. 2015年8月17日発売、ISBN 978-4-8322-3464-2
  3. 2016年1月16日発売、ISBN 978-4-8322-3487-1
  4. 2016年6月16日発売、ISBN 978-4-8322-3505-2
  5. 2016年9月16日発売、ISBN 978-4-8322-3518-2
  6. 2017年1月16日発売、ISBN 978-4-8322-3533-5
  7. 2017年5月16日発売、ISBN 978-4-8322-3549-6
  8. 2017年9月15日発売、ISBN 978-4-8322-3566-3
  9. 2018年1月16日発売、ISBN 978-4-8322-3590-8
  10. 2018年5月16日発売、ISBN 978-4-8322-3611-0
  11. 2018年9月14日発売、ISBN 978-4-8322-3631-8